# Lijst van mierenjagers
De lijst van mierenjagers bevat alle wetenschappelijk beschreven soorten uit de familie der mierenjagers (Zodariidae).

## Akyttara
Akyttara Jocqué, 1987
- Akyttara akagera Jocqué, 1987
- Akyttara homunculus Jocqué, 1991
- Akyttara mahnerti Jocqué, 1987
- Akyttara odorocci Ono, 2004
- Akyttara ritchiei Jocqué, 1987

## Amphiledorus
Amphiledorus Jocqué & Bosmans, 2001
- Amphiledorus adonis Jocqué & Bosmans, 2001
- Amphiledorus balnearius Jocqué & Bosmans, 2001
- Amphiledorus histrionicus (Simon, 1884)
- Amphiledorus ungoliantae Pekár & Cardoso, 2005

## Antillorena
Antillorena Jocqué, 1991
- Antillorena polli (Simon, 1887)

## Asceua
Asceua Thorell, 1887
- Asceua amabilis Thorell, 1897
- Asceua bimaculata (Simon, 1904)
- Asceua cingulata (Simon, 1905)
- Asceua elegans Thorell, 1887
- Asceua expugnatrix Jocqué, 1995
- Asceua gruezoi Barrion & Litsinger, 1992
- Asceua heliophila (Simon, 1893)
- Asceua japonica (Bösenberg & Strand, 1906)
- Asceua jianfeng Song & Kim, 1997
- Asceua kunming Song & Kim, 1997
- Asceua lejeunei Jocqué, 1991
- Asceua menglun Song & Kim, 1997
- Asceua piperata Ono, 2004
- Asceua radiosa Jocqué, 1986
- Asceua septemmaculata (Simon, 1893)
- Asceua similis Song & Kim, 1997
- Asceua torquata (Simon, 1909)
- Asceua wallacei Bosmans & Hillyard, 1990
- Asceua zodarionina (Simon, 1907)

## Aschema
Aschema Jocqué, 1991
- Aschema madagascariensis (Strand, 1907)
- Aschema pallida Jocqué, 1991

## Asteron
Asteron Jocqué, 1991
- Asteron biperforatum Jocqué & Baehr, 2001
- Asteron grayi Jocqué & Baehr, 2001
- Asteron hunti Jocqué & Baehr, 2001
- Asteron inflatum Jocqué & Baehr, 2001
- Asteron quintum Jocqué & Baehr, 2001
- Asteron reticulatum Jocqué, 1991
- Asteron tasmaniense Jocqué & Baehr, 2001
- Asteron zabkai Jocqué & Baehr, 2001

## Australutica
Australutica Jocqué, 1995
- Australutica africana Jocqué, 2008
- Australutica manifesta Jocqué, 1995
- Australutica moreton Jocqué, 1995
- Australutica normanlarseni Jocqué, 2008
- Australutica quaerens Jocqué, 1995
- Australutica xystarches Jocqué, 1995

## Basasteron
Basasteron Baehr, 2003
- Basasteron leucosemum (Rainbow, 1920)

## Caesetius
Caesetius Simon, 1893
- Caesetius bevisi (Hewitt, 1916)
- Caesetius biprocessiger (Lawrence, 1952)
- Caesetius flavoplagiatus Simon, 1910
- Caesetius globicoxis (Lawrence, 1942)
- Caesetius inflatus Jocqué, 1991
- Caesetius murinus Simon, 1893
- Caesetius politus (Simon, 1893)
- Caesetius rosei (Bacelar, 1953)
- Caesetius schultzei Simon, 1910
- Caesetius spenceri (Pocock, 1900)

## Capheris
Capheris Simon, 1893
- Capheris abrupta Jocqué, 2009
- Capheris apophysalis Lawrence, 1928
- Capheris approximata (Karsch, 1878)
- Capheris cordivulva Lawrence, 1928
- Capheris crassimana (Simon, 1887)
- Capheris decorata Simon, 1904
- Capheris fitzsimonsi Lawrence, 1936
- Capheris kunenensis Lawrence, 1927
- Capheris langi Lawrence, 1936
- Capheris oncka Lawrence, 1927
- Capheris subtilis Jocqué, 2009

## Cavasteron
Cavasteron Baehr & Jocqué, 2000
- Cavasteron agelenoides Baehr & Jocqué, 2000
- Cavasteron atriceps Baehr & Jocqué, 2000
- Cavasteron crassicalcar Baehr & Jocqué, 2000
- Cavasteron exquisitum Baehr & Jocqué, 2000
- Cavasteron guttulatum Baehr & Jocqué, 2000
- Cavasteron index Baehr & Jocqué, 2000
- Cavasteron lacertae Baehr & Jocqué, 2000
- Cavasteron margaretae Baehr & Jocqué, 2000
- Cavasteron martini Baehr & Jocqué, 2000
- Cavasteron mjoebergi Baehr & Jocqué, 2000
- Cavasteron tenuicalcar Baehr & Jocqué, 2000
- Cavasteron triunguis Baehr & Jocqué, 2000

## Chariobas
Chariobas Simon, 1893
- Chariobas armatissimus Caporiacco, 1947
- Chariobas cylindraceus Simon, 1893
- Chariobas decoratus Lawrence, 1952
- Chariobas lineatus Pocock, 1900
- Chariobas mamillatus Strand, 1909
- Chariobas navigator Strand, 1909
- Chariobas subtropicalis Lawrence, 1952

## Chilumena
Chilumena Jocqué, 1995
- Chilumena baehrorum Jocqué, 1995
- Chilumena reprobans Jocqué, 1995

## Cicynethus
Cicynethus Simon, 1910
- Cicynethus acanthopus Simon, 1910
- Cicynethus floriumfontis Jocqué, 1991
- Cicynethus peringueyi (Simon, 1893)

## Colimarena
Colimarena Jocqué & Baert, 2005
- Colimarena colima Jocqué & Baert, 2005
- Colimarena manzanillo Jocqué & Baert, 2005

## Cryptothele
Cryptothele L. Koch, 1872
- Cryptothele alluaudi Simon, 1893
- Cryptothele ceylonica O. P.-Cambridge, 1877
- Cryptothele collina Pocock, 1901
- Cryptothele cristata Simon, 1884
- Cryptothele doreyana Simon, 1890
- Cryptothele marchei Simon, 1890
- Cryptothele sundaica Thorell, 1890
  - Cryptothele sundaica amplior Kulczyński, 1911
  - Cryptothele sundaica javana Kulczyński, 1911
- Cryptothele verrucosa L. Koch, 1872

## Cybaeodamus
Cybaeodamus Mello-Leitão, 1938
- Cybaeodamus enigmaticus (Mello-Leitão, 1939)
- Cybaeodamus lycosoides (Nicolet, 1849)
- Cybaeodamus nigrovittatus Mello-Leitão, 1941
- Cybaeodamus ornatus Mello-Leitão, 1938
- Cybaeodamus pallidus (Mello-Leitão, 1943)
- Cybaeodamus rastellifer (Mello-Leitão, 1940)
- Cybaeodamus scottae Mello-Leitão, 1941

## Cydrela
Cydrela Thorell, 1873
- Cydrela albopilosa Simon & Fage, 1922
- Cydrela biunguis Strand, 1913
- Cydrela brunnea Marx, 1893
- Cydrela decidua Dankittipakul & Jocqué, 2006
- Cydrela escheri (Reimoser, 1934)
- Cydrela friedlanderae Hewitt, 1914
- Cydrela insularis (Pocock, 1899)
- Cydrela kenti Lessert, 1933
- Cydrela linzhiensis (Hu, 2001)
- Cydrela nasuta Lessert, 1936
- Cydrela nitidiceps (Simon, 1905)
- Cydrela otavensis Lawrence, 1928
- Cydrela pristina Dankittipakul & Jocqué, 2006
- Cydrela schoemanae Jocqué, 1991
- Cydrela spinifrons Hewitt, 1915
- Cydrela spinimana Pocock, 1898
- Cydrela stigmatica (Simon, 1876)
- Cydrela stillata (Simon, 1905)
- Cydrela unguiculata (O. P.-Cambridge, 1870)

## Cyrioctea
Cyrioctea Simon, 1889
- Cyrioctea aschaensis Schiapelli & Gerschman, 1942
- Cyrioctea calderoni Platnick, 1986
- Cyrioctea cruz Platnick, 1986
- Cyrioctea griswoldorum Platnick & Jocqué, 1992
- Cyrioctea hirsuta Platnick & Griffin, 1988
- Cyrioctea marken Platnick & Jocqué, 1992
- Cyrioctea mauryi Platnick, 1986
- Cyrioctea namibensis Platnick & Griffin, 1988
- Cyrioctea raveni Platnick & Griffin, 1988
- Cyrioctea spinifera (Nicolet, 1849)
- Cyrioctea whartoni Platnick & Griffin, 1988

## Diores
Diores Simon, 1893
- Diores annetteae Jocqué, 1990
- Diores anomalus Jocqué, 1990
- Diores auricula Tucker, 1920
- Diores bifurcatus Tucker, 1920
- Diores bivattatus Simon, 1893
- Diores bouilloni Benoit, 1965
- Diores brevis Jocqué, 1990
- Diores capensis Tucker, 1920
- Diores chelinda Jocqué, 1990
- Diores cognatus O. P.-Cambridge, 1904
- Diores damara Jocqué, 1990
- Diores decipiens Jocqué, 1990
- Diores delesserti Caporiacco, 1949
- Diores delicatulus Lawrence, 1936
- Diores dowsetti Jocqué, 1990
- Diores druryi Tucker, 1920
- Diores femoralis Jocqué, 1990
- Diores filomenae Jocqué, 2003
- Diores geraerti Jocqué, 1990
- Diores godfreyi Hewitt, 1919
- Diores griswoldorum Jocqué, 1990
- Diores immaculatus Tullgren, 1910
- Diores initialis Jocqué, 1990
- Diores jonesi Tucker, 1920
- Diores kenyae Berland, 1919
- Diores kibonotensis Tullgren, 1910
- Diores leleupi Jocqué, 1990
- Diores lemaireae Jocqué, 1990
- Diores lesserti Lawrence, 1952
- Diores magicus Jocqué & Dippenaar-Schoeman, 1992
- Diores malaissei Jocqué, 1990
- Diores milloti Jocqué, 1990
- Diores miombo Jocqué, 1990
- Diores monospinus Jocqué, 1990
- Diores murphyorum Jocqué, 1990
- Diores naivashae Berland, 1920
- Diores namibia Jocqué, 1990
- Diores patellaris Jocqué, 1990
- Diores pauper Jocqué, 1990
- Diores poweri Tucker, 1920
- Diores radulifer Simon, 1910
- Diores rectus Jocqué, 1990
- Diores recurvatus Jocqué, 1990
- Diores russelli Jocqué, 1990
- Diores salisburyensis Tucker, 1920
- Diores seiugatus Jocqué, 1986
- Diores sequax Jocqué, 1990
- Diores setosus Tucker, 1920
- Diores silvestris Jocqué, 1990
- Diores simoni O. P.-Cambridge, 1904
- Diores simplicior Jocqué, 1990
- Diores spinulosus Jocqué, 1990
- Diores strandi Caporiacco, 1949
- Diores tavetae Berland, 1920
- Diores termitophagus Jocqué & Dippenaar-Schoeman, 1992
- Diores triangulifer Simon, 1910
- Diores triarmatus Lessert, 1929
- Diores univittatus Tullgren, 1910
- Diores youngai Jocqué, 1990

## Dusmadiores
Dusmadiores Jocqué, 1987
- Dusmadiores doubeni Jocqué, 1987
- Dusmadiores katelijnae Jocqué, 1987
- Dusmadiores robanja Jocqué, 1987

## Epicratinus
Epicratinus Jocqué & Baert, 2005
- Epicratinus amazonicus Jocqué & Baert, 2005
- Epicratinus petropolitanus (Mello-Leitão, 1922)
- Epicratinus pugionifer Jocqué & Baert, 2005
- Epicratinus takutu Jocqué & Baert, 2005

## Euasteron
Euasteron Baehr, 2003
- Euasteron atriceps Baehr, 2003
- Euasteron bartoni Baehr, 2003
- Euasteron carnarvon Baehr, 2003
- Euasteron churchillae Baehr, 2003
- Euasteron enterprise Baehr, 2003
- Euasteron gibsonae Baehr, 2003
- Euasteron harveyi Baehr, 2003
- Euasteron johannae Baehr, 2003
- Euasteron juliannae Baehr, 2003
- Euasteron krebsorum Baehr, 2003
- Euasteron lorne Baehr, 2003
- Euasteron milledgei Baehr, 2003
- Euasteron monteithorum Baehr, 2003
- Euasteron raveni Baehr, 2003
- Euasteron ulrichi Baehr, 2003
- Euasteron ursulae Baehr, 2003
- Euasteron willeroo Baehr, 2003

## Euryeidon
Euryeidon Dankittipakul & Jocqué, 2004
- Euryeidon anthonyi Dankittipakul & Jocqué, 2004
- Euryeidon consideratum Dankittipakul & Jocqué, 2004
- Euryeidon monticola Dankittipakul & Jocqué, 2004
- Euryeidon musicum Dankittipakul & Jocqué, 2004
- Euryeidon schwendingeri Dankittipakul & Jocqué, 2004
- Euryeidon sonthichaiae Dankittipakul & Jocqué, 2004

## Forsterella
Forsterella Jocqué, 1991
- Forsterella faceta Jocqué, 1991

## Habronestes
Habronestes L. Koch, 1872
- Habronestes archiei Baehr, 2008
- Habronestes australiensis (O. P.-Cambridge, 1869)
- Habronestes bicornis Baehr, 2003
- Habronestes boq Baehr, 2008
- Habronestes bradleyi (O. P.-Cambridge, 1869)
- Habronestes braemar Baehr, 2008
- Habronestes calamitosus Jocqué, 1995
- Habronestes clausoni Baehr, 2008
- Habronestes dickmani Baehr, 2008
- Habronestes diocesegrafton Baehr, 2008
- Habronestes driscolli Baehr, 2003
- Habronestes drummond Baehr, 2008
- Habronestes gallowayi Baehr, 2008
- Habronestes gayndah Baehr, 2008
- Habronestes giganteus Baehr, 2003
- Habronestes grahami Baehr, 2003
- Habronestes grayi Baehr, 2003
- Habronestes grimwadei (Dunn, 1951)
- Habronestes gumbardo Baehr, 2008
- Habronestes hamatus Baehr, 2003
- Habronestes hebronae Baehr, 2003
- Habronestes helenae Baehr, 2003
- Habronestes hooperi Baehr, 2008
- Habronestes hunti Baehr, 2003
- Habronestes jankae Baehr, 2008
- Habronestes jocquei Baehr, 2003
- Habronestes longiconductor Baehr, 2003
- Habronestes macedonensis (Hogg, 1900)
- Habronestes minor Baehr, 2003
- Habronestes monocornis Baehr, 2003
- Habronestes piccolo Baehr, 2003
- Habronestes pictus (L. Koch, 1865)
- Habronestes powelli Baehr, 2008
- Habronestes pseudoaustraliensis Baehr, 2003
- Habronestes raveni Baehr, 2003
- Habronestes rawlinsonae Baehr, 2003
- Habronestes striatipes L. Koch, 1872
- Habronestes tillmani Baehr, 2008
- Habronestes toddi (Hickman, 1944)
- Habronestes ulrichi Baehr, 2008
- Habronestes ungari Baehr, 2003
- Habronestes weelahensis Baehr, 2003
- Habronestes wilkiei Baehr, 2003

## Heradida
Heradida Simon, 1893
- Heradida bicincta Simon, 1910
- Heradida extima Jocqué, 1987
- Heradida griffinae Jocqué, 1987
- Heradida loricata Simon, 1893
- Heradida speculigera Jocqué, 1987
- Heradida xerampelina Benoit, 1974

## Heradion
Heradion Dankittipakul & Jocqué, 2004
- Heradion damrongi Dankittipakul & Jocqué, 2004
- Heradion flammeum (Ono, 2004)
- Heradion intermedium Chami-Kranon & Ono, 2007
- Heradion luctator Dankittipakul & Jocqué, 2004
- Heradion momoinum (Ono, 2004)
- Heradion naiadis Dankittipakul & Jocqué, 2004
- Heradion paradiseum (Ono, 2004)
- Heradion pernix Dankittipakul & Jocqué, 2004
- Heradion peteri Dankittipakul & Jocqué, 2004

## Hermippus
Hermippus Simon, 1893
- Hermippus affinis Strand, 1906
- Hermippus arcus Jocqué, 1989
- Hermippus arjuna (Gravely, 1921)
- Hermippus cruciatus Simon, 1905
- Hermippus loricatus Simon, 1893
- Hermippus minutus Jocqué, 1986
- Hermippus schoutedeni Lessert, 1938
- Hermippus septemguttatus Lawrence, 1942
- Hermippus tenebrosus Jocqué, 1986

## Hetaerica
Hetaerica Rainbow, 1916
- Hetaerica harveyi Raven & Baehr, 2000
- Hetaerica scenica (L. Koch, 1872)

## Holasteron
Holasteron Baehr, 2004
- Holasteron aciculare Baehr, 2004
- Holasteron aspinosum Baehr, 2004
- Holasteron driscolli Baehr, 2004
- Holasteron esperance Baehr, 2004
- Holasteron flinders Baehr, 2004
- Holasteron hirsti Baehr, 2004
- Holasteron humphreysi Baehr, 2004
- Holasteron kangaroo Baehr, 2004
- Holasteron marliesae Baehr, 2004
- Holasteron perth Baehr, 2004
- Holasteron pusillum Baehr, 2004
- Holasteron quemuseum Baehr, 2004
- Holasteron reinholdae Baehr, 2004
- Holasteron spinosum Baehr, 2004
- Holasteron stirling Baehr, 2004
- Holasteron wamuseum Baehr, 2004

## Indozodion
Indozodion Ovtchinnikov, 2006
- Indozodion inayatullahi Ovtchinnikov, 2006

## Ishania
Ishania Chamberlin, 1925
- Ishania absoluta (Gertsch & Davis, 1940)
- Ishania aztek Jocqué & Baert, 2002
- Ishania centrocavata Jocqué & Baert, 2002
- Ishania chicanna Jocqué & Baert, 2002
- Ishania chichimek Jocqué & Baert, 2002
- Ishania firma Jocqué & Baert, 2002
- Ishania gertschi Jocqué & Baert, 2002
- Ishania guerrero Jocqué & Baert, 2002
- Ishania hessei (Chamberlin & Ivie, 1936)
- Ishania huastek Jocqué & Baert, 2002
- Ishania ivieorum Jocqué & Baert, 2002
- Ishania latefossulata Jocqué & Baert, 2002
- Ishania maya Jocqué & Baert, 2002
- Ishania minuta Jocqué & Baert, 2002
- Ishania mixtek Jocqué & Baert, 2002
- Ishania mundella (Gertsch & Davis, 1940)
- Ishania nayarit Jocqué & Baert, 2002
- Ishania oaxaca Jocqué & Baert, 2002
- Ishania ocosingo Jocqué & Baert, 2002
- Ishania olmek Jocqué & Baert, 2002
- Ishania paxoides Jocqué & Baert, 2002
- Ishania perforata Jocqué & Baert, 2002
- Ishania protecta Jocqué & Baert, 2002
- Ishania querci Jocqué & Baert, 2002
- Ishania real Jocqué & Baert, 2002
- Ishania relativa Jocqué & Baert, 2002
- Ishania simplex Jocqué & Baert, 2002
- Ishania tarask Jocqué & Baert, 2002
- Ishania tentativa Chamberlin, 1925
- Ishania tinga (F. O. P.-Cambridge, 1899)
- Ishania tormento Jocqué & Baert, 2002
- Ishania totonak Jocqué & Baert, 2002
- Ishania vacua Jocqué & Baert, 2002
- Ishania xilitla Jocqué & Baert, 2002
- Ishania zapotek Jocqué & Baert, 2002

## Lachesana
Lachesana Strand, 1932
- Lachesana blackwalli (O. P.-Cambridge, 1872)
- Lachesana graeca Thaler & Knoflach, 2004
- Lachesana insensibilis Jocqué, 1991
- Lachesana perversa (Audouin, 1826)
- Lachesana rufiventris (Simon, 1873)
- Lachesana tarabaevi Zonstein & Ovtchinnikov, 1999
- Lachesana vittata (Strand, 1906)

## Leprolochus
Leprolochus Simon, 1893
- Leprolochus birabeni Mello-Leitão, 1942
- Leprolochus levergere Lise, 1994
- Leprolochus mucuge Lise, 1994
- Leprolochus oeiras Lise, 1994
- Leprolochus parahybae Mello-Leitão, 1917
- Leprolochus spinifrons Simon, 1893
- Leprolochus stratus Jocqué & Platnick, 1990

## Leptasteron
Leptasteron Baehr & Jocqué, 2001
- Leptasteron platyconductor Baehr & Jocqué, 2001
- Leptasteron vexillum Baehr & Jocqué, 2001

## Lutica
Lutica Marx, 1891
- Lutica abalonea Gertsch, 1961
- Lutica bengalensis Tikader & Patel, 1975
- Lutica clementea Gertsch, 1961
- Lutica deccanensis Tikader & Malhotra, 1976
- Lutica kovvurensis Reddy & Patel, 1993
- Lutica maculata Marx, 1891
- Lutica nicolasia Gertsch, 1961
- Lutica poonaensis Tikader, 1981

## Malayozodarion
Malayozodarion Ono & Hashim, 2008
- Malayozodarion hoiseni Ono & Hashim, 2008

## Mallinella
Mallinella Strand, 1906
- Mallinella albomaculata (Bosmans & Hillyard, 1990)
- Mallinella albotibialis (Bosmans & Van Hove, 1986)
- Mallinella bandamaensis (Jézéquel, 1964)
- Mallinella bicolor (Jézéquel, 1964)
- Mallinella bifurcata Wang et al., 2009
- Mallinella biumbonalia Wang et al., 2009
- Mallinella calilungae (Barrion & Litsinger, 1992)
- Mallinella cameroonensis (Van Hove & Bosmans, 1984)
- Mallinella cinctipes (Simon, 1893)
- Mallinella cymbiforma Wang, Yin & Peng, 2009
- Mallinella dambrica Ono, 2004
- Mallinella debeiri (Bosmans & Van Hove, 1986)
- Mallinella decurtata (Thorell, 1899)
- Mallinella dinghu Song & Kim, 1997
- Mallinella dumogabonensis (Bosmans & Hillyard, 1990)
- Mallinella etindei (Van Hove & Bosmans, 1984)
- Mallinella fulvipes (Ono & Tanikawa, 1990)
- Mallinella gombakensis Ono & Hashim, 2008
- Mallinella gongi Bao & Yin, 2002
- Mallinella hainan Song & Kim, 1997
- Mallinella hamata (Bosmans & Hillyard, 1990)
- Mallinella hingstoni (Brignoli, 1982)
- Mallinella hoosi (Kishida, 1935)
- Mallinella immaculata Zhang & Zhu, 2009
- Mallinella inflata (Bosmans & Van Hove, 1986)
- Mallinella karubei Ono, 2003
- Mallinella kelvini (Bosmans & Hillyard, 1990)
- Mallinella kibonotensis (Bosmans & Van Hove, 1986)
- Mallinella klossi (Hogg, 1922)
- Mallinella koupensis (Bosmans & Van Hove, 1986)
- Mallinella kunmingensis Wang et al., 2009
- Mallinella labialis Song & Kim, 1997
- Mallinella langping Zhang & Zhu, 2009
- Mallinella leonardi (Simon, 1907)
- Mallinella liuyang Yin & Yan, 2001
- Mallinella lobata (Bosmans & Hillyard, 1990)
- Mallinella maculata Strand, 1906
- Mallinella manengoubensis (Bosmans & Van Hove, 1986)
- Mallinella maolanensis Wang, Ran & Chen, 1999
- Mallinella maruyamai Ono & Hashim, 2008
- Mallinella mbaboensis (Bosmans & Van Hove, 1986)
- Mallinella mbamensis (Bosmans & Van Hove, 1986)
- Mallinella meriani (Bosmans & Hillyard, 1990)
- Mallinella monticola (Van Hove & Bosmans, 1984)
- Mallinella nigra (Bosmans & Hillyard, 1990)
- Mallinella nomurai Ono, 2003
- Mallinella nyikae (Pocock, 1898)
- Mallinella oblonga Zhang & Zhu, 2009
- Mallinella octosignata (Simon, 1903)
- Mallinella okinawaensis Tanikawa, 2005
- Mallinella okuensis (Bosmans & Van Hove, 1986)
- Mallinella panchoi (Barrion & Litsinger, 1992)
- Mallinella ponikii (Bosmans & Hillyard, 1990)
- Mallinella ponikioides (Bosmans & Hillyard, 1990)
- Mallinella pricei (Barrion & Litsinger, 1995)
- Mallinella pulchra (Bosmans & Hillyard, 1990)
- Mallinella sadamotoi (Ono & Tanikawa, 1990)
- Mallinella scutata Strand, 1906
- Mallinella scutata (Bosmans & Van Hove, 1986)
- Mallinella selecta (Pavesi, 1895)
- Mallinella septemmaculata Ono, 2004
- Mallinella shimojanai (Ono & Tanikawa, 1990)
- Mallinella slaburuprica (Barrion & Litsinger, 1995)
- Mallinella subinermis Caporiacco, 1947
- Mallinella submonticola (Van Hove & Bosmans, 1984)
- Mallinella sylvatica (Van Hove & Bosmans, 1984)
- Mallinella thinhi Ono, 2003
- Mallinella tridentata (Bosmans & Van Hove, 1986)
- Mallinella tumidifemoris Ono & Hashim, 2008
- Mallinella vandermarlierei (Bosmans & Van Hove, 1986)
- Mallinella vietnamensis Ono, 2003
- Mallinella v-insignita (Bosmans & Hillyard, 1990)
- Mallinella vittiventris Strand, 1913
- Mallinella vokrensis (Bosmans & Van Hove, 1986)
- Mallinella zebra (Thorell, 1881)

## Mallinus
Mallinus Simon, 1893
- Mallinus defectus Strand, 1906
- Mallinus nitidiventris Simon, 1893

## Masasteron
Masasteron Baehr, 2004
- Masasteron barkly Baehr, 2004
- Masasteron bennieae Baehr, 2004
- Masasteron bipunctatum Baehr, 2004
- Masasteron burbidgei Baehr, 2004
- Masasteron clifton Baehr, 2004
- Masasteron complector Baehr, 2004
- Masasteron darwin Baehr, 2004
- Masasteron derby Baehr, 2004
- Masasteron deserticola Baehr, 2004
- Masasteron gracilis Baehr, 2004
- Masasteron haroldi Baehr, 2004
- Masasteron mackenziei Baehr, 2004
- Masasteron maini Baehr, 2004
- Masasteron mas (Jocqué, 1991)
- Masasteron ocellum Baehr, 2004
- Masasteron piankai Baehr, 2004
- Masasteron queensland Baehr, 2004
- Masasteron sampeyae Baehr, 2004
- Masasteron tealei Baehr, 2004
- Masasteron tuart Baehr, 2004
- Masasteron utae Baehr, 2004

## Mastidiores
Mastidiores Jocqué, 1987
- Mastidiores kora Jocqué, 1987

## Microdiores
Microdiores Jocqué, 1987
- Microdiores chowo Jocqué, 1987

## Minasteron
Minasteron Baehr & Jocqué, 2000
- Minasteron minusculum Baehr & Jocqué, 2000
- Minasteron perfoliatum Baehr & Jocqué, 2000
- Minasteron tangens Baehr & Jocqué, 2000

## Neostorena
Neostorena Rainbow, 1914
- Neostorena grayi Jocqué, 1991
- Neostorena minor Jocqué, 1991
- Neostorena spirafera (L. Koch, 1872)
- Neostorena torosa (Simon, 1908)
- Neostorena venatoria Rainbow, 1914
- Neostorena victoria Jocqué, 1991
- Neostorena vituperata Jocqué, 1995

## Nostera
Nostera Jocqué, 1991
- Nostera lynx Jocqué, 1991
- Nostera nadgee Jocqué, 1995

## Notasteron
Notasteron Baehr, 2005
- Notasteron carnarvon Baehr, 2005
- Notasteron lawlessi Baehr, 2005

## Omucukia
Omucukia Koçak & Kemal, 2008:
- Omucukia angusta (Simon, 1889)
- Omucukia madrela (Jocqué, 1991)

## Palaestina
Palaestina O. P.-Cambridge, 1872
- Palaestina dentifera O. P.-Cambridge, 1872
- Palaestina eremica Levy, 1992
- Palaestina expolita O. P.-Cambridge, 1872

## Palfuria
Palfuria Simon, 1910
- Palfuria caputlari Szüts & Jocqué, 2001
- Palfuria gibbosa (Lessert, 1936)
- Palfuria gladiator Szüts & Jocqué, 2001
- Palfuria harpago Szüts & Jocqué, 2001
- Palfuria helichrysorum Szüts & Jocqué, 2001
- Palfuria hirsuta Szüts & Jocqué, 2001
- Palfuria panner Jocqué, 1991
- Palfuria retusa Simon, 1910
- Palfuria spirembolus Szüts & Jocqué, 2001

## Parazodarion
Parazodarion Ovtchinnikov, Ahmad & Gurko, 2009
- Parazodarion raddei (Simon, 1889)

## Pax
Pax Levy, 1990
- Pax engediensis Levy, 1990
- Pax islamita (Simon, 1873)
- Pax libani (Simon, 1873)
- Pax meadi (O. P.-Cambridge, 1872)
- Pax palmonii Levy, 1990

## Pentasteron
Pentasteron Baehr & Jocqué, 2001
- Pentasteron intermedium Baehr & Jocqué, 2001
- Pentasteron isobelae Baehr & Jocqué, 2001
- Pentasteron oscitans Baehr & Jocqué, 2001
- Pentasteron parasimplex Baehr & Jocqué, 2001
- Pentasteron securifer Baehr & Jocqué, 2001
- Pentasteron simplex Baehr & Jocqué, 2001
- Pentasteron sordidum Baehr & Jocqué, 2001
- Pentasteron storosoides Baehr & Jocqué, 2001

## Phenasteron
Phenasteron Baehr & Jocqué, 2001
- Phenasteron longiconductor Baehr & Jocqué, 2001
- Phenasteron machinosum Baehr & Jocqué, 2001

## Platnickia
Platnickia Jocqué, 1991
- Platnickia bergi (Simon, 1895)
- Platnickia bolson Grismado & Platnick, 2008
- Platnickia elegans (Nicolet, 1849)
- Platnickia roble Grismado & Platnick, 2008
- Platnickia wedalen Grismado & Platnick, 2008

## Procydrela
Procydrela Jocqué, 1999
- Procydrela limacola Jocqué, 1999
- Procydrela procursor Jocqué, 1999

## Psammoduon
Psammoduon Jocqué, 1991
- Psammoduon arenicola (Simon, 1910)
- Psammoduon canosum (Simon, 1910)
- Psammoduon deserticola (Simon, 1910)

## Psammorygma
Psammorygma Jocqué, 1991
- Psammorygma aculeatum (Karsch, 1878)
- Psammorygma caligatum Jocqué, 1991
- Psammorygma rutilans (Simon, 1887)

## Pseudasteron
Pseudasteron Jocqué & Baehr, 2001
- Pseudasteron simile Jocqué & Baehr, 2001

## Ranops
Ranops Jocqué, 1991
- Ranops caprivi Jocqué, 1991
- Ranops expers (O. P.-Cambridge, 1876)

## Rotundrela
Rotundrela Jocqué, 1999
- Rotundrela orbiculata Jocqué, 1999
- Rotundrela rotunda Jocqué, 1999

## Selamia
Selamia Simon, 1873
- Selamia numidica Jocqué & Bosmans, 2001
- Selamia reticulata (Simon, 1870)
- Selamia tribulosa (Simon, 1909)

## Spinasteron
Spinasteron Baehr, 2003
- Spinasteron arenarium Baehr, 2003
- Spinasteron barlee Baehr, 2003
- Spinasteron casuarium Baehr, 2003
- Spinasteron cavasteroides Baehr & Churchill, 2003
- Spinasteron knowlesi Baehr, 2003
- Spinasteron kronestedti Baehr, 2003
- Spinasteron lemleyi Baehr, 2003
- Spinasteron longbottomi Baehr, 2003
- Spinasteron ludwigi Baehr & Churchill, 2003
- Spinasteron mjobergi Baehr, 2003
- Spinasteron nigriceps Baehr, 2003
- Spinasteron peron Baehr, 2003
- Spinasteron ramboldi Baehr & Churchill, 2003
- Spinasteron sanford Baehr, 2003
- Spinasteron spatulanum Baehr & Churchill, 2003
- Spinasteron waldockae Baehr, 2003
- Spinasteron weiri Baehr, 2003
- Spinasteron westi Baehr, 2003
- Spinasteron woodstock Baehr, 2003

## Storena
Storena Walckenaer, 1805
- Storena aleipata Marples, 1955
- Storena analis Simon, 1893
- Storena annulipes (L. Koch, 1867)
- Storena arakuensis Patel & Reddy, 1989
- Storena aspinosa Jocqué & Baehr, 1992
- Storena beauforti Kulczyński, 1911
- Storena birenifer Gravely, 1921
- Storena botenella Jocqué & Baehr, 1992
- Storena braccata (L. Koch, 1865)
- Storena canalensis Berland, 1924
- Storena caporiaccoi Brignoli, 1983
- Storena charlotte Jocqué & Baehr, 1992
- Storena cochleare Jocqué & Baehr, 1992
- Storena colossea Rainbow, 1920
- Storena cyanea Walckenaer, 1805
- Storena daviesae Jocqué & Baehr, 1992
- Storena debasrae Biswas & Biswas, 1992
- Storena decorata Thorell, 1895
- Storena deserticola Jocqué, 1991
- Storena dibangensis Biswas & Biswas, 2006
- Storena digitulus Jocqué & Baehr, 1992
- Storena dispar Kulczyński, 1911
- Storena erratica Ono, 1983
- Storena eximia Simon, 1908
- Storena exornata Thorell, 1887
- Storena fasciata Kulczyński, 1911
- Storena flavipes (Urquhart, 1893)
- Storena flavopicta (Simon, 1876)
- Storena flexuosa (Thorell, 1895)
- Storena formosa Thorell, 1870
- Storena fronto Thorell, 1887
- Storena fungina Jocqué & Baehr, 1992
- Storena graeffei (L. Koch, 1866)
- Storena gujaratensis Tikader & Patel, 1975
- Storena harveyi Jocqué & Baehr, 1995
- Storena hilaris Thorell, 1890
- Storena ignava Jocqué & Baehr, 1992
- Storena indica Tikader & Patel, 1975
- Storena inornata Rainbow, 1916
- Storena irrorata Thorell, 1887
- Storena juvenca Workman, 1896
- Storena kraepelini Simon, 1905
- Storena lebruni Simon, 1886
- Storena lentiginosa Simon, 1905
- Storena lesserti Berland, 1938
- Storena longiducta Jocqué & Baehr, 1992
- Storena maculata O. P.-Cambridge, 1869
- Storena mainae Jocqué & Baehr, 1995
- Storena martensi Ono, 1983
- Storena martini Jocqué & Baehr, 1992
- Storena mathematica Jocqué & Baehr, 1992
- Storena melanognatha Hasselt, 1882
- Storena metallica Jocqué & Baehr, 1992
- Storena multiguttata Simon, 1893
- Storena nana Jocqué & Baehr, 1992
- Storena nepalensis Ono, 1983
- Storena nilgherina Simon, 1906
- Storena nuga Jocqué & Baehr, 1992
- Storena obnubila Simon, 1901
- Storena ornata (Bradley, 1877)
- Storena parvicavum Jocqué & Baehr, 1992
- Storena parvula Berland, 1938
- Storena paucipunctata Jocqué & Baehr, 1992
- Storena procedens Jocqué & Baehr, 1992
- Storena quinquestrigata Simon, 1905
- Storena rainbowi Berland, 1924
- Storena rastellata Strand, 1913
- Storena raveni Jocqué & Baehr, 1992
- Storena recta Jocqué & Baehr, 1992
- Storena recurvata Jocqué & Baehr, 1992
- Storena redimita Simon, 1905
- Storena rotunda Jocqué & Baehr, 1992
- Storena rufescens Thorell, 1881
- Storena rugosa Simon, 1889
- Storena sciophana Simon, 1901
- Storena scita Jocqué & Baehr, 1992
- Storena semiflava Simon, 1893
- Storena silvicola Berland, 1924
- Storena sinuosa Jocqué & Baehr, 1992
- Storena sobria Thorell, 1890
- Storena tenera (Thorell, 1895)
- Storena tikaderi Patel & Reddy, 1989
- Storena tricolor Simon, 1908
- Storena uncinata Ono, 1983
- Storena variegata O. P.-Cambridge, 1869
- Storena vicaria Kulczyński, 1911

## Storenomorpha
Storenomorpha Simon, 1884
- Storenomorpha anne Jäger, 2007
- Storenomorpha arboccoae Jocqué & Bosmans, 1989
- Storenomorpha comottoi Simon, 1884
- Storenomorpha hainanensis Jin & Chen, 2009
- Storenomorpha joyaus (Tikader, 1970)
- Storenomorpha lushanensis Yu & Chen, 2009
- Storenomorpha nupta Jocqué & Bosmans, 1989
- Storenomorpha paguma Grismado & Ramírez, 2004
- Storenomorpha reinholdae Jocqué & Bosmans, 1989
- Storenomorpha yizhang Yin & Bao, 2008
- Storenomorpha yunnan Yin & Bao, 2008

## Storosa
Storosa Jocqué, 1991
- Storosa obscura Jocqué, 1991
- Storosa tetrica (Simon, 1908)

## Subasteron
Subasteron Baehr & Jocqué, 2001
- Subasteron daviesae Baehr & Jocqué, 2001

## Suffasia
Suffasia Jocqué, 1991
- Suffasia attidiya Benjamin & Jocqué, 2000
- Suffasia kanchenjunga Ono, 2006
- Suffasia keralaensis Sudhikumar, Jocqué & Sebastian, 2009
- Suffasia mahasumana Benjamin & Jocqué, 2000
- Suffasia martensi Ono, 2006
- Suffasia tigrina (Simon, 1893)
- Suffasia tumegaster Jocqué, 1992

## Systenoplacis
Systenoplacis Simon, 1907
- Systenoplacis biguttatus Jocqué, 2009
- Systenoplacis fagei (Lawrence, 1937)
- Systenoplacis falconeri (Caporiacco, 1949)
- Systenoplacis giltayi (Lessert, 1929)
- Systenoplacis howelli Jocqué, 2009
- Systenoplacis maculatus (Marx, 1893)
- Systenoplacis manga Jocqué, 2009
- Systenoplacis maritimus Jocqué, 2009
- Systenoplacis michielsi Jocqué, 2009
- Systenoplacis microguttatus Jocqué, 2009
- Systenoplacis minimus Jocqué, 2009
- Systenoplacis multipunctatus (Berland, 1919)
- Systenoplacis obstructus Jocqué, 2009
- Systenoplacis patens Jocqué, 2009
- Systenoplacis quinqueguttatus Jocqué, 2009
- Systenoplacis scharffi Jocqué, 2009
- Systenoplacis septemguttatus Simon, 1907
- Systenoplacis thea Jocqué, 2009
- Systenoplacis turbatus Jocqué, 2009
- Systenoplacis vandami (Hewitt, 1916)
- Systenoplacis waruii Jocqué, 2009

## Tenedos
Tenedos O. P.-Cambridge, 1897
- Tenedos andes Jocqué & Baert, 2002
- Tenedos asteronoides Jocqué & Baert, 2002
- Tenedos banos Jocqué & Baert, 2002
- Tenedos barronus (Chamberlin, 1925)
- Tenedos brescoviti Jocqué & Baert, 2002
- Tenedos capote Jocqué & Baert, 2002
- Tenedos carlosprestesi Candiani, Bonaldo & Brescovit, 2008
- Tenedos certus (Jocqué & Ubick, 1991)
- Tenedos convexus Jocqué & Baert, 2002
- Tenedos cufodontii (Reimoser, 1939)
- Tenedos eduardoi (Mello-Leitão, 1925)
- Tenedos equatorialis Jocqué & Baert, 2002
- Tenedos estari Jocqué & Baert, 2002
- Tenedos fartilis Jocqué & Baert, 2002
- Tenedos figaro Jocqué & Baert, 2002
- Tenedos garoa Candiani, Bonaldo & Brescovit, 2008
- Tenedos grandis Jocqué & Baert, 2002
- Tenedos hirsutus (Mello-Leitão, 1941)
- Tenedos hoeferi Jocqué & Baert, 2002
- Tenedos honduras Jocqué & Baert, 2002
- Tenedos inca Jocqué & Baert, 2002
- Tenedos inflatus Jocqué & Baert, 2002
- Tenedos infrarmatus Jocqué & Baert, 2002
- Tenedos juninus Jocqué & Baert, 2002
- Tenedos lautus O. P.-Cambridge, 1897
- Tenedos ligulatus Jocqué & Baert, 2002
- Tenedos major (Keyserling, 1891)
- Tenedos microlaminatus Jocqué & Baert, 2002
- Tenedos minor (Keyserling, 1891)
- Tenedos nancyae Candiani, Bonaldo & Brescovit, 2008
- Tenedos parinca Jocqué & Baert, 2002
- Tenedos peckorum Jocqué & Baert, 2002
- Tenedos perfidus Jocqué & Baert, 2002
- Tenedos persulcatus Jocqué & Baert, 2002
- Tenedos procreator Jocqué & Baert, 2002
- Tenedos quadrangulatus Jocqué & Baert, 2002
- Tenedos quinquangulatus Jocqué & Baert, 2002
- Tenedos reygeli Jocqué & Baert, 2002
- Tenedos serrulatus Jocqué & Baert, 2002
- Tenedos sumaco Jocqué & Baert, 2002
- Tenedos trilobatus Jocqué & Baert, 2002
- Tenedos ufoides Jocqué & Baert, 2002
- Tenedos ultimus Jocqué & Baert, 2002
- Tenedos venezolanus Jocqué & Baert, 2002

## Thaumastochilus
Thaumastochilus Simon, 1897
- Thaumastochilus martini Simon, 1897
- Thaumastochilus termitomimus Jocqué, 1994

## Tropasteron
Tropasteron Baehr, 2003
- Tropasteron andreae Baehr, 2003
- Tropasteron cardwell Baehr, 2003
- Tropasteron cleveland Baehr, 2003
- Tropasteron cooki Baehr, 2003
- Tropasteron daviesae Baehr, 2003
- Tropasteron eacham Baehr, 2003
- Tropasteron fox Baehr, 2003
- Tropasteron halifax Baehr, 2003
- Tropasteron heatherae Baehr, 2003
- Tropasteron julatten Baehr, 2003
- Tropasteron luteipes Baehr, 2003
- Tropasteron magnum Baehr, 2003
- Tropasteron malbon Baehr, 2003
- Tropasteron monteithi Baehr, 2003
- Tropasteron palmerston Baehr, 2003
- Tropasteron pseudomagnum Baehr, 2003
- Tropasteron raveni Baehr, 2003
- Tropasteron robertsi Baehr, 2003
- Tropasteron splendens Baehr, 2003
- Tropasteron thompsoni Baehr, 2003
- Tropasteron tribulation Baehr, 2003
- Tropasteron yeatesi Baehr, 2003

## Tropizodium
Tropizodium Jocqué & Churchill, 2005
- Tropizodium molokai Jocqué & Churchill, 2005
- Tropizodium peregrinum Jocqué & Churchill, 2005
- Tropizodium trispinosum (Suman, 1967)

## Trygetus
Trygetus Simon, 1882
- Trygetus berlandi Denis, 1952
- Trygetus jacksoni Marusik & Guseinov, 2003
- Trygetus nitidissimus Simon, 1882
- Trygetus riyadhensis Ono & Jocqué, 1986
- Trygetus sexoculatus (O. P.-Cambridge, 1872)

## Zillimata
Zillimata Jocqué, 1995
- Zillimata scintillans (O. P.-Cambridge, 1869)

## Zodariellum
Zodariellum Andreeva & Tyschchenko, 1968
- Zodariellum asiaticum (Tyschchenko, 1970)
- Zodariellum bekuzini (Nenilin, 1985)
- Zodariellum chaoyangense (Zhu & Zhu, 1983)
- Zodariellum cirrisulcatum (Denis, 1952)
  - Zodariellum cirrisulcatum longispina (Denis, 1952)
- Zodariellum continentale (Andreeva & Tyschchenko, 1968)
- Zodariellum furcum (Zhu, 1988)
- Zodariellum inderensis Ponomarev, 2007
- Zodariellum mongolicum Marusik & Koponen, 2001
- Zodariellum nenilini (Eskov, 1995)
- Zodariellum proszynskii (Nenilin & Fet, 1985)
- Zodariellum sahariense (Denis, 1959)
- Zodariellum schmidti Marusik & Koponen, 2001
- Zodariellum sericeum (Denis, 1956)
- Zodariellum serraferum Lin & Li, 2009
- Zodariellum spinulosum (Denis, 1966)
- Zodariellum subclavatum (Denis, 1952)
- Zodariellum sungar (Jocqué, 1991)
- Zodariellum surprisum Andreeva & Tyschchenko, 1968
- Zodariellum sytchevskajae (Nenilin & Fet, 1985)
- Zodariellum tibesti (Jocqué, 1991)
- Zodariellum volgouralensis Ponomarev, 2007
- Zodariellum zavattarii (Caporiacco, 1941)

## Zodarion
Zodarion Walckenaer, 1826
- Zodarion abantense Wunderlich, 1980
- Zodarion abnorme Denis, 1952
- Zodarion aculeatum Chyzer, 1897
- Zodarion aegaeum Denis, 1935
- Zodarion aerium Simon, 1890
- Zodarion affine (Simon, 1870)
- Zodarion alacre (Simon, 1870)
- Zodarion algarvense Bosmans, 1994
- Zodarion algiricum (Lucas, 1846)
- Zodarion andalusiacum Jocqué, 1991
- Zodarion atlanticum Pekár & Cardoso, 2005
- Zodarion atriceps (O. P.-Cambridge, 1872)
- Zodarion attikaense Wunderlich, 1980
- Zodarion aurorae Weiss, 1982
- Zodarion bacelarae Pekár, 2003
- Zodarion bactrianum Kroneberg, 1875
- Zodarion beticum Denis, 1957
- Zodarion bicoloripes (Denis, 1959)
- Zodarion bosmansi Pekár & Cardoso, 2005
- Zodarion buettikeri (Ono & Jocqué, 1986)
- Zodarion caporiaccoi Roewer, 1942
- Zodarion caucasicum Dunin & Nenilin, 1987
- Zodarion confusum Denis, 1935
- Zodarion costablancae Bosmans, 1994
- Zodarion couseranense Bosmans, 1997
- Zodarion cyprium Kulczyński, 1908
- Zodarion cyrenaicum Denis, 1935
- Zodarion denisi Spassky, 1938
- Zodarion diatretum Denis, 1935
- Zodarion dispar Denis, 1935
- Zodarion dubium Strand, 1906
- Zodarion duriense Cardoso, 2003
- Zodarion egens Denis, 1937
- Zodarion elegans (Simon, 1873)
- Zodarion emarginatum (Simon, 1873)
- Zodarion epirense Brignoli, 1984
- Zodarion fazanicum Denis, 1938
- Zodarion frenatum Simon, 1884
- Zodarion fulvonigrum (Simon, 1874)
- Zodarion fuscum (Simon, 1870)
- Zodarion gallicum (Simon, 1873)
- Zodarion germanicum (C. L. Koch, 1837)
- Zodarion geshur Levy, 2007
- Zodarion geticum Weiss, 1987
- Zodarion gracilitibiale Denis, 1933
- Zodarion graecum (C. L. Koch, 1843)
- Zodarion granulatum Kulczyński, 1908
- Zodarion gregua Bosmans, 1994
- Zodarion guadianense Cardoso, 2003
- Zodarion hamatum Wiehle, 1964
- Zodarion hauseri Brignoli, 1984
- Zodarion immaculatum Denis, 1962
- Zodarion isabellinum (Simon, 1870)
- Zodarion italicum (Canestrini, 1868)
- Zodarion jozefienae Bosmans, 1994
- Zodarion judaeorum Levy, 1992
- Zodarion kabylianum Denis, 1937
- Zodarion korgei Wunderlich, 1980
- Zodarion lindbergi Roewer, 1960
- Zodarion luctuosum (O. P.-Cambridge, 1872)
- Zodarion ludibundum Simon, 1914
- Zodarion lusitanicum Cardoso, 2003
- Zodarion lutipes (O. P.-Cambridge, 1872)
- Zodarion luzonicum Simon, 1893
- Zodarion machadoi Denis, 1939
- Zodarion maculatum (Simon, 1870)
- Zodarion mallorca Bosmans, 1994
- Zodarion marginiceps Simon, 1914
- Zodarion martynovae Andreeva & Tyschchenko, 1968
- Zodarion merlijni Bosmans, 1994
- Zodarion minutum Bosmans, 1994
- Zodarion modestum (Simon, 1870)
- Zodarion morosum Denis, 1935
- Zodarion murphyorum Bosmans, 1994
- Zodarion musarum Brignoli, 1984
- Zodarion nesiotes Denis, 1965
- Zodarion nesiotoides Wunderlich, 1992
- Zodarion nigriceps (Simon, 1873)
- Zodarion nitidum (Audouin, 1826)
- Zodarion odem Levy, 2007
- Zodarion ohridense Wunderlich, 1973
- Zodarion pallidum Denis, 1952
- Zodarion petrobium Dunin & Zacharjan, 1991
- Zodarion pileolonotatum Denis, 1935
- Zodarion pirini Drensky, 1921
- Zodarion pseudoelegans Denis, 1933
- Zodarion pusio Simon, 1914
- Zodarion pythium Denis, 1935
- Zodarion remotum Denis, 1935
- Zodarion reticulatum Kulczyński, 1908
- Zodarion rhodiense Caporiacco, 1948
  - Zodarion rhodiense nigrifemur Caporiacco, 1948
- Zodarion rubidum Simon, 1914
- Zodarion rudyi Bosmans, 1994
- Zodarion ruffoi Caporiacco, 1951
- Zodarion sardum Bosmans, 1997
- Zodarion scutatum Wunderlich, 1980
- Zodarion segurense Bosmans, 1994
- Zodarion soror (Simon, 1873)
- Zodarion spasskyi Charitonov, 1946
- Zodarion spinibarbis Wunderlich, 1973
- Zodarion styliferum (Simon, 1870)
  - Zodarion styliferum extraneum Denis, 1935
- Zodarion tadzhikum Andreeva & Tyschchenko, 1968
- Zodarion talyschicum Dunin & Nenilin, 1987
- Zodarion testaceofasciatum Spassky, 1941
- Zodarion thoni Nosek, 1905
- Zodarion timidum (Simon, 1874)
- Zodarion trianguliferum Denis, 1952
- Zodarion tunetiacum Strand, 1906
- Zodarion turcicum Wunderlich, 1980
- Zodarion vanimpei Bosmans, 1994
- Zodarion variegatum Denis, 1956
- Zodarion vicinum Denis, 1935
- Zodarion viduum Denis, 1937
- Zodarion walsinghami Denis, 1937
- Zodarion zebra Charitonov, 1946